# Парламентский заместитель министра обороны по вооружённым силам
Парламентский заместитель министра обороны по вооружённым силам, ранее соответствовал рангу государственного министра. Является министерской должностью в Министерстве обороны в правительстве Великобритании . В качестве государственного министра (до назначения Джеймса Хиппи в 2020 году) этот офис выполнял функции заместителя министра обороны.
Соответствующий теневой министр — теневой министр вооруженных сил.

## Функции
В обязанности парламентского заместителя государственного секретаря по вооруженным силам входит:
- Операционная и  правовая политика вооруженных сил
- Повышение боеспособности вооруженных сил, включая учения
- Политика набора и прохождения службы в армии (регулярные и резервные войска)
- Кибернетические аспекты деятельности вооруженных сил
- Постоянные совместные оперативные базы
- Стратегия участия в международной обороне
- Вопросы обороны в Африке и Латинской Америке
- Техника безопасности в войсках
- Общественные запросы и расследования
- Молодежь и курсанты
- Поминки, церемониальные обязанности, признание наград и протокольная политика